# Sylar
 (novembre 2009).
Si vous disposez d'ouvrages ou d'articles de référence ou si vous connaissez des sites web de qualité traitant du thème abordé ici, merci de compléter l'article en donnant les références utiles à sa vérifiabilité et en les liant à la section « Notes et références ».
Gabriel Gray, qui se fait appeler Sylar, est un personnage du feuilleton télévisé américain Heroes (NBC), interprété par Zachary Quinto.

## Personnalité
Avide de pouvoirs et impitoyable, Sylar a été élevé comme le fils d'un horloger, mais a été endoctriné par les affirmations répétées de sa mère à croire qu'il était spécial et méritait plus dans la vie. Ceci et «l'évolutif impératif», acquérir de nouvelles capacités, sont ce qui l'a conduit à tuer les victimes avec des pouvoirs. Prenant le nom "Sylar" d'une marque de montre, il a coupé toutes les connexions à sa vie antérieure comme Gabriel Gray au point où il se met en colère contre quelqu'un qui l'appelle Gabriel. 
Le trait dominant de Sylar était son désir inné d'être reconnu comme spécial et admiré. Cela a été alimenté par la déception vocale de sa mère en lui pour l'échec perçu et ses propres sentiments qu'il n'a pas eu la chance de choisir son destin, en étant forcé dans le rôle d'un horloger.  Il a passé sa vie dans l'espoir d'apprendre quelque chose d'extraordinaire sur lui-même. 
Comme l'a souligné Noé Bennet, Sylar est probablement mentalement malade, il a tué beaucoup de gens sans raison et a subi un traumatisme psychologique énorme; a sa naissance son père l'a vendu, puis a assassiné sa mère à cause de son opposition.  Ensuite, son père adoptif l'a abandonné, le laissant à être élevé par une femme souffrant de troubles mentaux et qui a constamment poussé Gabriel à exceller. Puis, un homme est venu et lui a dit qu'il pourrait avoir une certaine puissance étonnante, perdant sa foi en lui quand il a échoué à se manifester. Quand il a vu Brian Davis manier discrètement son pouvoir et puis lui demander de l'aide pour le faire disparaître, il peut avoir finalement « sombré » sans oublier les modifications apportées a son ADN. 
Sylar apprécie également beaucoup les changements d'identité et les déguisements, comme lorsqu'il se fait passer pour Zane Taylor et Mohinder Suresh et comme lorsque Emile Danko fait remarquer qu'il désire le pouvoir de métamorphose de James Martin à cause de son amour des déguisements et son désir de changer de vie. 
En plus de ce qui précède, Sylar montre un manque marqué d'empathie. Comme on le voit dans l'épisode .07% , lorsque, peu de temps avant de tuer Isaac Mendez, il commente sur son absence de peur, avec une légère surprise.
Bien qu'il tente parfois de se faire passer pour autrui afin d'atteindre un objectif à long terme, Sylar est également incapable de contrôler complètement sa «faim» ou ses tendances obsessionnelles, dans la mesure où il intimide toujours les gens quand il essaie de gagner leur confiance ou leur coopération. Cela a été le cas avec Mohinder Suresh, quand il a essayé de se faire passer pour Zane Taylor, et aussi avec la mère de Claire Bennet quand Sylar cherchait Claire.
Sylar est plusieurs fois dépeint comme cherchant désespérément une famille et des parents, en raison de sa vie malheureuse à la maison, dans un profond besoin d'amour. Le revers de la médaille est qu'il peut réagir avec une extrême violence quand ses besoins émotionnels sont exploités par d'autres.
Sylar est également connu pour son appétit vorace et il peut constamment être vu grignoter ou à la recherche de nourriture. Il a même pris du temps pendant ses meurtres pour manger, comme quand il a réagi avec joie à un gâteau d'anniversaire de la femme qu'il vient de tuer.

## Son histoire

### Passé
Gabriel Gray est né de l'union de Samson Gray et d'une femme inconnue. Lorsque Gabriel a cinq ans, son père le vend à son frère et sa belle-sœur, et tue sa femme à la suite de ses protestations. Gabriel assiste au meurtre. Par la suite, Martin, son « père adoptif » finira par quitter sa femme, abandonnant Gabriel, qui se retrouvera seul avec sa « mère ».
Six mois avant le début de la série, Gabriel, désormais adulte, est contacté par Chandra Suresh, qui pense qu'il est spécial. Mais les expériences ne donnent rien. Déçu, Gabriel rencontre Brian Davis, doué de télékinésie. Se présentant sous le nom de Sylar -le premier mot qu'il avait sous les yeux lorsqu'on lui demande son nom, son regard étant tombé sur une montre de cette marque- il le tue et lui vole son pouvoir. Choqué par ce qu'il a fait, il décide de se pendre. Ella Bishop, en mission pour la compagnie, arrive chez lui, coupe la corde à temps et parvient à le convaincre de ne pas se suicider. Mis en confiance, Sylar lui révèle son don. Le lendemain, la jeune fille revient et le pousse à tuer à nouveau en amenant un autre spécial. Sylar lui ordonne de partir avant d'assassiner sa seconde victime.

### Volume 1: Genesis
Première personne douée de capacités spéciales à être contactée par le Professeur Chandra Suresh, il est le « patient zéro ». Gabriel était horloger jusqu'au jour où il découvrit son pouvoir. Les premiers tests effectués semblent démontrer qu'il n'a pas de pouvoir, mais en réalité, il se rend vite compte qu'il a la capacité de voir « comment les choses fonctionnent », comme il le décrit lui-même. Grâce à ce pouvoir, il peut non seulement réparer des horloges, mais aussi et surtout il comprend ce qui fait des gens des super-héros. Il prend le nom de Sylar d'après une marque de montres, lors de sa rencontre avec Brian Davis. C'est un meurtrier redoutable qui n'a pour but que d'obtenir plus de pouvoir.
Il sait reconnaître et acquérir des capacités d'autres personnes. Pour ce faire, il observe la zone du cerveau qui permet d'obtenir telle ou telle capacité afin de pouvoir l'assimiler. Il tue la personne en lui découpant le crâne afin de prélever son cerveau et acquérir le nouveau pouvoir (ce qu'il fait du cerveau pour acquérir le pouvoir n'est pas montré, mais il a été confirmé qu'il ne le mangeait pas).
Le pouvoir dont il se sert le plus souvent est la télékinésie qu'il a acquis en tout premier et dont il semble user pour découper le crâne en pointant l'index à distance sur ses victimes. 
Après avoir pris le pouvoir de Isaac Mendez, il peint une explosion nucléaire. Hésitant face aux options que lui permet ce nouveau pouvoir, il rend visite à sa mère qui a toujours voulu qu'il devienne quelqu'un de « spécial ». La rencontre tourne mal et se termine par la mort accidentelle de la mère de Sylar. Sylar prend ensuite le pouvoir de Ted Sprague dans le 22e épisode. Peu après, on voit Sylar sur le toit d'un immeuble, essayant son nouveau pouvoir et contemplant New York en disant « Boum ! ». Il retourne ensuite dans le loft d'Isaac Mendez et peint sa vision d'un face-à-face avec Peter Petrelli.
Lors du face-à-face final avec Peter Petrelli, qu'il semble prêt à tuer, Sylar est également attaqué par Matt Parkman et Niki Sanders, puis il est transpercé d'un coup de sabre par Hiro Nakamura. Avant de s'écrouler mortellement blessé, il repousse Hiro, qui disparaît. La fin du dernier épisode montre que le corps de Sylar a disparu et que des traces de sang mènent à une bouche d'égout.

### Volume 2: Générations
C'est dans le troisième épisode de la saison 2 qu'on découvre qu'il n'a été que blessé par le sabre d'Hiro. Candice Wilmer l'a recueilli et soigné. Malheureusement, Sylar n'arrive plus à utiliser ses pouvoirs. Se rendant compte que celle qui l'a recueilli dispose elle aussi d'un pouvoir, il la tue afin de le récupérer, expérience qui s'avère vaine. Il finit par fuir en pleine jungle et s'écroule au milieu d'une route où il est recueilli par Alejandro et Maya, d'autres héros qui disposent de pouvoirs de vie et de mort (apparemment, on n'en sait pas plus pour le moment). Sylar se fait passer pour un ami du docteur Suresh que Alejandro et Maya veulent aller voir pour comprendre ce qui leur arrive, et il fuit avec eux. Maya succombe très vite au charme de Sylar, mais celui-ci l'utilise pour arriver à ses fins.
Au cours de leur route, Sylar va se rendre compte que Maya est à la fois horrifiée et impressionnée par son pouvoir, et que, même si elle cherche à s'en débarrasser, elle pourrait tout aussi bien apprendre à le contrôler. À plusieurs reprises, il va l'obliger à utiliser ce pouvoir pour tuer des gens, comme des douaniers civils. Alejandro va comprendre à quel point Gabriel est mauvais et va se battre contre lui une première fois, et Maya va s'interposer. Lorsque cette dernière s'éloigne pour aller chercher de quoi soigner les blessures de Sylar, le meurtrier dit à Alejandro (qui ne le comprend pas, ne parlant pas l'anglais) qu'il va les tuer tous les deux et leur voler leur pouvoir une fois les siens retrouvés. Il précise que dans l'éventualité où il ne recouvrerait pas ses pouvoirs, il arriverait sans problème à utiliser Maya comme arme, usant de son charme avec elle.
Sylar va par la suite mettre Maya face à son pouvoir en la provoquant: si elle ne se contrôle pas, elle va le tuer. Elle se voit donc obligée de maîtriser son pouvoir destructeur et apprend finalement à le contrôler. Sylar parvient par la suite à convaincre Maya de renvoyer Alejandro chez lui, mais ce dernier ne veut pas laisser sa sœur aux mains d'un meurtrier qu'il a identifié sur internet. Il apprend à Maya que Gabriel Gray a tué sa mère. Sylar joue la comédie et tourne la scène de l'assassinat de sa mère sous un autre angle: elle aurait essayé de le tuer parce qu'il avait des pouvoirs, et lui, en voulant l'arrêter l'a tuée. Maya le croit et le comprend, car elle aussi a déjà tué à cause de son pouvoir. Elle dit finalement à Alejandro de partir. Ce dernier fait mine de s'exécuter, mais le soir venu il revient à la charge et alors que Maya est absente, il s'attaque de nouveau à Sylar. Ce dernier prend l'avantage et poignarde violemment son adversaire jusqu'à la mort. La minute d'après, il se retrouve à deux mètres du cadavre d'Alejandro, en train d'embrasser Maya, laquelle pense que son frère est reparti au Mexique.
Sylar et Maya se rendent à l'appartement de Mohinder. Lorsque ce dernier rentre, il trouve Sylar devant son ordinateur portable et Maya en train de préparer tranquillement un petit déjeuner. Le meurtrier s'est documenté sur ce qui pourrait être la source de la disparition de ses pouvoirs: le virus Shanti, du nom de la sœur de Mohinder. Cette révélation va faire comprendre à Maya que Sylar lui a menti, et ce dernier va être obligé de la menacer ainsi que Mohinder d'une arme à feu. Maya utilise son pouvoir, mais Sylar lui explique qu'il va le tuer lui, Mohinder qui est le seul à pouvoir l'aider, et la petite Molly qui était endormie dans l'appartement. Elle se contrôle à nouveau et accepte de redevenir otage. Sylar veut que Mohinder l'aide à retrouver ses pouvoirs, et pour ce faire le jeune généticien lui explique qu'ils doivent aller à son laboratoire.
Ils se rendent donc à l'ancien loft d'Isaac Mendez, désormais laboratoire de Mohinder (Sylar fait d'ailleurs une reflexion là-dessus). Maya et Molly doivent rester à l'écart tandis que Mohinder fait une prise de sang à son ennemi pour savoir quelle souche du virus est en lui. Il lui apprend ainsi que c'est la Compagnie qui lui a injecté le virus. Au même moment, Molly apprend à Maya que son frère est mort en voulant le trouver à l'aide de son pouvoir. Maya va rejoindre Sylar et Mohinder et crier à l'encontre du meurtrier: " Tu l'as tué, tu as tué mon frère ?? ". Sylar tire sur Maya qui s'effondre, morte. Il dirige le canon de son arme vers Mohinder qui finit par lui donner l'antidote. Sylar veut d'abord le tester sur Maya, et cela fonctionne son corps se régénère sous les yeux de Molly, Mohinder et Sylar.
Ella Bishop, la fille de Bob, a tout vu sur les caméras de vidéo surveillance et décide d'intervenir. Sylar la voit et lui tire dessus mais rate son coup, il s'enfuit à toute vitesse avec l'antidote mais se fait quand même foudroyer par Ella. Il arrive tout de même à se relever et à s'enfuir.
On le retrouve quelques minutes plus tard, assis au pied d'un immeuble en train de s'injecter l'antidote. Il a la tête qui tourne, mais soudain ses plaies commencent à se refermer, il regarde sa peau se régénérer avec un sourire rassuré. Devant lui à quelques mètres, au pied d'une poubelle, il aperçoit une boîte d'épinards. Il tend la main et tente d'attirer cette boîte avec sa télékinésie. Au début il ne se passe rien, mais peu à peu la boîte se met à trembloter, pour finalement décoller et atterrir dans la main de Sylar, qui dit avec un sourire sadique aux lèvres: "I'm back" (je suis de retour).

### Volume 3: Les Traîtres
À partir de cette saison, on utilise parfois le nom « Gabriel » pour désigner le personnage quand il est parmi les gentils.
C'est dans ce volume qu'on découvre que la Compagnie est à l'origine de Sylar. Dans l'épisode 8 "Villains" qui est un flash-back, on découvre un Gabriel regrettant le meurtre de Brian Davis. Désemparé, il se pend mais est sauvé de justesse par Ella. Cette dernière le console, lui disant qu'il n'est pas mauvais et qu'il mérite une seconde chance. Gabriel, touché par les paroles d'Ella, considère la jeune fille comme un ange venant de nulle part. Mais Ella est en réalité en mission avec Bennet dans le but de découvrir comment Gabriel prend le pouvoir des autres. Elle vient lui rendre visite et n'hésite pas à dire du bien de lui, voire le séduire. Gabriel éprouve, petit à petit, de l'affection pour elle, ne souhaitant plus tuer qui que ce soit et rester en sa compagnie. Hélas, Ella va tout faire pour que Gabriel tue quelqu'un (à contre-cœur car Ella éprouve aussi de l'affection pour lui). Elle va réussir à le rendre jaloux en invitant un homme ayant des pouvoirs aussi. En découvrant le pouvoir d'Ella, il demande à celle-ci de partir. Ce qu'elle fait aussitôt avant que Gabriel n'ouvre le crâne de sa victime. C'est ainsi que Sylar est né.
Dans le présent, alors qu'il vient de retrouver ses pouvoirs, Sylar retrouve enfin Claire et lui ouvre le crâne pour lui prendre son pouvoir. On découvre finalement ce qu'il fait à ses victimes : il ne fait qu'observer le cerveau et cherche les neurones permettant d'avoir des pouvoirs. Après l'avoir trouvé, Sylar possède le pouvoir de se régénérer et referme le crâne de Claire, toujours vivante. Celle-ci lui demande pourquoi il ne l'a pas tuée. Il lui répond que, tout comme lui, elle est spéciale, et que même s'il le voulait, il ne pourrait pas la tuer car elle ne peut pas mourir, et lui non plus à présent. Il s'en va donc, laissant Claire chez elle.
Doté de ce nouveau pouvoir, Sylar va déclarer la guerre à la Compagnie et découvre des choses inattendues dans le niveau 5. Après avoir tué Bob Bishop, il sera capturé par Ella et Noé Bennet, et va avoir un lien très étrange voire humain avec Angela Petrelli, qui lui révèle qu'elle est sa mère. Angela fait de Sylar le nouveau partenaire de M. Bennet, le père adoptif de Claire. Elle va tenter de lui faire comprendre qu'il n'est pas un monstre, mais juste un garçon incompris. Mais lorsque Sylar sauve Bennet des criminels du niveau 5 à la banque, il se rend compte qu'il ne peut s'empêcher de prendre les pouvoirs des autres, et tue un des criminels, Jesse, pour assouvir sa « faim ». C'est pourquoi, quand il n'est pas en mission, Gabriel est dans une cellule de la Compagnie.
Le futur alternatif de cette trame montre un Sylar du futur bon, devenu père d'un petit Noah, vivant dans la maison des Bennet et avec Mr Muggles, le chien de la mère adoptive de Claire. L'identité de la mère de Noah n'est pas révélée, mais on découvre que Gabriel a combattu sa "faim" envers les pouvoirs des autres Heroes et s'est rangé du côté du bien. Il révèle en même temps à un Peter du présent décontenancé que tous les deux sont frères. Peter demande à Gabriel de lui donner son pouvoir (celui de comprendre le mécanisme des gens et qui a poussé Gabriel à tuer et à devenir Sylar). Malgré les réticences de ce dernier, Peter réussit à le convaincre. S'ensuit une bataille Peter/Gabriel contre Claire/Daphné/Knox où le petit Noah est tué sous les yeux de son père. Furieux, Gabriel émet des radiations et se met à exploser, détruisant ainsi tout Costa Verde.
Dans le présent, Sylar découvre Peter dans sa cellule et voit que son frère a sa "faim". Puis, alors que Peter s'apprête à tuer sa mère à cause de son nouveau pouvoir, Sylar sauve cette dernière à temps en assommant Peter. Il fait de nouveau équipe avec Bennet pour retrouver des évadés du niveau 5, retrouvent Stephen Canfield, un évadé créant des vortex, mais Claire est avec lui et veut l'aider, surtout quand elle voit son père allié à l'homme qui l'a agressée. Elle reste très froide mais aussi ébahie envers Sylar quand celui-ci la sauve. 
Sylar demande de l'aide à Peter pour sauver leur mère paralysée. Tout ce qu'ils savent est que celui qui a attaqué leur mère est à Pinehearst, une compagnie de bio-technologie. Alors que tous les deux tentent de s'y rendre, la faim de Peter domine à nouveau ce dernier, ne comprenant pas pourquoi Sylar tente de l'aider et de le protéger. Il l'assomme et l'enferme dans une cellule.
Angela communique avec Sylar par télépathie et lui demande de sauver Peter. Elle ajoute qu'il est son fils préféré et qu'il doit rendre sa mère fière de lui. Il s'échappe de sa cellule et se rend à Pinehearst avant de donner un baiser sur le front d'Angela. Sylar sauve Peter juste à temps de Mohinder et d'Arthur, car ces derniers voulaient utiliser le jeune homme, démuni de tout pouvoir, comme cobaye. Mais Mohinder, grâce à sa super force, capture Sylar.
Puis, Sylar, suspendu en l'air, jure à Arthur, son père, qu'il veut lui faire payer ce qu'il a fait à Angela. Mais Arthur lui explique qu'à sa naissance, Angela a vu le futur et ce qu'allait devenir Gabriel et a tenté de le noyer alors qu'il n'était qu'un bébé. Arthur ajoute qu'il est intervenu à temps pour le sauver. Ensuite, alors que Peter revient sauver Sylar, celui-ci lui dit avoir changé de camp et pousse son frère par la fenêtre. Peter tombe d'un immeuble de 7 étages mais survit alors qu'il n'a plus aucun pouvoir. Il comprend alors que Sylar lui a sauvé la vie en le ralentissant pendant sa chute.
Arthur veut apprendre à Sylar à prendre le pouvoir des autres sans les tuer. Il lui révèle qu'il a le pouvoir de l'empathie (le même que Peter) et pour qu'il apprenne à contrôler ce pouvoir, il enferme Sylar dans une grande salle ressemblant plus à une cellule-cage où le jeune homme retrouve Ella, enchaînée et très affaiblie. Voyant le meurtrier de son père apparaître devant lui, Ella envoie une énorme charge d'électricité. Elle veut lui faire payer ce que Sylar a fait à son père. Sylar reconnaît son acte et regrette, c'est pourquoi il accepte qu'elle lui envoie toute sa dose d'électricité. Ce qu'elle fait aussitôt. Sylar, bien qu'il se régénère, s'écroule, tandis qu'Ella, ne supportant plus la douleur que lui provoque son pouvoir, est épuisée et supplie Sylar de la tuer. Mais au lieu de le faire, Sylar libère Ella de ses chaînes. Il lui dit qu'il veut vraiment changer, être quelqu'un de bien. Ella n'y croit pas car elle sait que Sylar et elle sont tous les deux des monstres. Sylar ne l'entend pas de cette oreille, que c'est la faute de leurs parents s'ils sont devenus ainsi. Il ajoute qu'elle lui a sauvé la vie autrefois et qu'il veut lui rendre la pareille. Mais Ella lui avoue qu'elle l'a sauvé uniquement pour l'utiliser ensuite, comme un rat de laboratoire. Sylar caresse le bras d'Ella et lui "Tu ne faisais que suivre les ordres, et je te pardonne. Et maintenant, tu dois te pardonner à ton tour". Dès que Sylar enlève sa main du bras d'Ella, cette dernière ne ressent plus aucune douleur tandis que Sylar a réussi à posséder le pouvoir d'Ella. Après une longue discussion, Ella entraîne Sylar à utiliser son nouveau pouvoir. Leur attirance d'antan renaît à nouveau.
Après qu'Arthur ait dessiné des dessins prémonitoires (dont Ella et Sylar s'embrassant), il envoie Sylar chercher Claire et la ramener à Pinehearst. Ella, trouvant étrange que Sylar obéisse aussi vite à son père, demande à l'accompagner. Arthur accepte. Ella et Sylar vont donc dans un magasin de location de voiture où Ella, doutant de la sincérité de Sylar, va le tester : pendant qu'il téléphonait à son père, elle avait averti le vendeur que Sylar était un serial killer et qu'il allait la kidnapper. Ne comprenant pas le comportement d'Ella, Sylar tente de fuir les lieux avec elle mais le vendeur arrive avec un fusil à pompe, voulant devenir le héros du jour. Après une démonstration de ses pouvoirs, Sylar et Ella se rendent dans la maison abandonnée de Stephen Canfield, où Claire et Bennet s'entraînaient en secret. Seulement, ils n'ont plus leurs pouvoirs, l'éclipse faisant effet sur eux. Après un combat où Bennet domine Sylar, Ella tente de tirer sur Bennet mais Claire s'interpose et prend la balle à sa place. Bennet emmène alors Claire, laissant Ella et Sylar assommés. Se remettant de leurs blessures, Ella et Sylar se rendent compte qu'ils ont perdu leurs pouvoirs. Sylar le prend comme un soulagement ce qui étonne Ella. Sylar avoue ne plus ressentir la "faim" qu'il avait, qu'il avait perdu tout sentiment depuis et qu'il n'avait plus ressenti un sentiment agréable et bon depuis sa première rencontre avec elle. Cette dernière regrette tout ce qu'elle lui a fait subir, culpabilisant d'avoir poussé Sylar à devenir un monstre. Bien que Sylar ne lui en veuille pas, elle reste triste de voir qu'ils ne peuvent plus prendre ou faire ce qu'ils veulent à présent. Mais Sylar n'est pas d'accord et embrasse Ella passionnément. Au loin, Bennet, de retour après avoir laissé Claire à sa femme, vise le couple avec un fusil de sniper.
Alors que Sylar et Ella consomment leur amour et oublient la perte de leurs pouvoirs, prêts à entamer une relation amoureuse permanente, ce moment de tendresse est interrompu par Bennet qui leur tire dessus. Alors qu'ils s'enfuient, Ella est blessée à la cuisse par Bennet. Sylar l'emmène et la soigne dans un magasin. Il veut qu'Ella et lui se séparent mais Ella n'est pas de cet avis et a un plan pour battre Bennet. Sylar accepte mais, au dernier moment, met Ella dans une cage d'ascenseur et est prêt à affronter seul Bennet. Même si Sylar le nargue facilement, Bennet prend le dessus, du fait de son entraînement à la Compagnie, et tue Sylar en l'égorgeant, sous les yeux dépités d'Ella. 
L'éclipse terminée, Sylar et Ella retrouvent leurs pouvoirs et se rendent chez les Bennet afin de finir la mission qu'Arthur leur a confié. Ils prennent en otage Sandra Bennet pour forcer Noé à leur livrer Claire. Alors que Sylar tient Bennet, ce dernier lui dit qu'Angela et Arthur ne sont pas ses vrais parents, qu'ils ne font que l'utiliser. Il affirme qu'Ella et lui-même connaissaient bien son dossier et que son manque d'affection par rapport à sa mère était sa faiblesse. Une faiblesse facile à utiliser. Ella nie. Bennet confirme qu'elle aussi connaît bien son dossier, puisqu'elle est en partie responsable de sa création. Il finit par dire à Ella qu'il est impossible que Sylar et elle aient une vie ensemble car ce dernier a tué son père. Ella doute. Sylar s'apprête à achever Noé, mais Hiro Nakamura intervient et téléporte Sylar et Ella sur la plage de Costa Verde. 
Alors que Sylar doute de ce que lui a dit Bennet, il demande à Ella si c'était ou non un mensonge et si elle sait quelque chose sur lui. Ella répond que tout ce que lui a dit Noé Bennet est faux. Alors que le couple commence à s'embrasser, allongé sur la plage, Sylar se rend compte qu'il ne changera jamais. Et Ella non plus, car elle est aussi détraquée que lui. Sylar tue donc la femme qu'il aime, son seul lien le menant à son côté bon, en entaillant son front. Ella ne fait rien et se laisse mourir par celui qu'elle aime. Sylar est de retour. Il appelle Arthur, lui jure qu'il trouvera à tout prix la vérité sur ses origines, et aussi qu'il reviendra le voir très bientôt, avec une menace implicite dans la voix. Sylar s'empare du téléphone portable d'Ella et consulte ainsi une liste de personnes détenant des pouvoirs.  Aussi, il fait ses adieux à Ella, morte de sa main, en la brûlant avec un éclair généré grâce au pouvoir qu'ils avaient partagé un peu plus tôt. C'est ainsi que Sylar, les larmes aux yeux, rend hommage au seul amour de sa vie. 
Il se met en quête de Sue Landers, une femme dont le pouvoir consiste à distinguer le mensonge de la vérité.
Il la trouve et réussit à prendre très vite son pouvoir en lui découpant le crâne avant de se débarrasser des amis de la jeune femme qui sont arrivés au mauvais endroit au mauvais moment. 
Enfin, de retour à Pinehearst, alors que Peter, sur ordre de sa mère Angela et accompagné du Haïtien, tire une balle dans la tête d'Arthur dans son bureau, Sylar intervient. Il stoppe la balle à temps, juste devant le front d'Arthur, car il veut que le vieil homme réponde à sa question avant de mourir : Est-il oui ou non son père ? Arthur lui répond que oui. Mais Sylar, doté à présent du pouvoir de Sue Landers, découvre en réalité qu'il ment. Il envoie donc la balle dans le crâne du père de Peter et Nathan. Sylar affirme à Peter que ce dernier n'est pas un assassin alors que lui, si. Il s'en va donc, laissant là Peter et le Haïtien.
Sylar retourne à la Compagnie afin de tirer au clair sa filiation avec Angela Petrelli. Il veut également se venger. Il enferme Claire, Meredith, Noé Benett et Angela Petrelli à l'intérieur des locaux de la Compagnie en contrôlant les systèmes de sécurité. Il s’en prend ensuite à Meredith mais Eric Doyle, le Marionnettiste, intervient, voulant être le seul à décider du sort de la mère biologique de Claire. S’ensuit un duel mental que Sylar remporte. Il injecte de l’adrénaline à Meredith pour lui faire perdre le contrôle de son pouvoir et l’enferme avec Noé Bennet dans une cellule blindée du niveau 5, voulant pousser ce dernier à sacrifier Meredith sous peine d’être à court d’oxygène. Tandis que Claire tente de libérer son père adoptif et sa mère biologique, Sylar interroge Angela Petrelli, découvre qu’elle n’est pas sa mère et qu'elle, comme Arthur, se servait de ses faiblesses émotionnelles pour le manipuler. Mais elle lui affirme également qu’elle connaît l’identité de ses parents biologiques, une vérité confirmée grâce au pouvoir de Sue Landers. Claire intervient alors en plantant un morceau de verre dans le crâne de Sylar, convaincue que c'est un point sensible qui le neutralisera. Elle prend la fuite avec Noé Bennet et Angela Petrelli, laissant Sylar sous les décombres du bâtiment incendié par Meredith, devenue incontrôlable après l'injection d'adrénaline.

### Volume 4: Les Fugitifs
Sylar a survécu à l'incendie, le morceau de verre ayant apparemment fondu dans l'incendie, laissant derrière lui des ossements pour laisser croire à sa mort. Il part à la recherche de son père biologique, car il se sent perdu, mais est persuadé de ne pas être le fils d'un horloger. Quand il retrouve l'homme qu'il croyait être son père, celui-ci lui avoue qu'il l'a adopté : Sylar est le fils de son frère, abandonné contre de l'argent. L'horloger lui donne une adresse et le somme de partir.
A l'adresse donnée, Sylar tombe sur les hommes de Danko, et les maîtrise facilement. Il en prend un en otage et s'introduit dans une maison, où il pourrait obtenir des informations sur son père. Là, il tombe sur une mère et son fils, en pleine dispute. Sylar les prend également en otage, et commence à les interroger sur Samson Gray. Alors que le soldat s'était libéré et s'apprêtait à tuer Sylar, Luke, le fils, utilise son pouvoir d'émissions de micro-ondes pour le tuer. Alors que Sylar partait, il est rejoint par Luke, lui aussi fugitif, qui sait où se trouve Samson. Ils prennent la voiture de la mère de Luke et partent.
Sylar et Luke manquent de se faire capturer dans un restaurant sur la route. Sylar s'enfuit, laissant le jeune homme derrière lui. Il revient néanmoins le chercher, et s'empare d'une valise GPS au passage. Plus loin, Sylar s'arrête devant un bar abandonné, où il est assailli par ses souvenirs : c'est ici que son père l'a abandonné, laissant le petit Gabriel seul, et alors qu'il voulait rejoindre son père, il a assisté au meurtre de sa mère. Sylar somme Luke de partir à présent.
En effet, peu de temps après, Sylar entre dans une vieille baraque dans laquelle il retrouve un Samson Gray, toujours taxidermiste, mais très affaibli par un cancer du poumon. Sylar a alors beaucoup de questions, auxquelles Samson répond évasivement. Sylar comprend que son père a un pouvoir similaire au sien, et a obtenu la télékinésie ainsi qu'un pouvoir d'hypnose par le son. Quand Sylar lui montre ses facultés de régénération, Samson l'attaque pour prendre son pouvoir, mais la résistance de Sylar lui permet de se libérer. Il affirme avoir trouvé les réponses qu'il cherchait : il veut devenir le plus puissant de tous les "spéciaux". Il part, laissant son père mourant derrière lui.
De retour à Washington, Sylar s'introduit chez Danko, laissant un lapin empaillé et Doyle en cadeaux. Plus tard, alors que des agents de Danko se sont fait tuer par James Martin, un "spécial" dont ils ignoraient le pouvoir, Sylar propose son aide pour le tuer, ce à quoi The Hunter rebute, étant contre le principe "Un des leurs, un des nôtres". Pourtant, Sylar continue son enquête, et découvre que l'homme est un caméléon, et a tué un des hommes de Danko après avoir pris son apparence. L'homme prend la fuite, et The Hunter se voit contraint de collaborer avec Sylar pour le retrouver. Après une enquête à son domicile, il découvre que l'homme a ses habitudes dans une boîte de nuit. Quand Sylar et Danko s'y rendent, ils voient Danko en train de draguer une fille à une table. Mais il parvient encore à changer d'apparence. Alors que Danko allait partir, il comprend que le Sylar qui est avec lui n'est pas le vrai, et lui tire dessus. Il laisse alors Sylar utiliser son empathie pour prendre son pouvoir et le tuer. Ainsi, aux yeux de Bennet, Sylar est mort, tué par Danko d'un couteau planté dans la nuque.
Sylar prend alors l'apparence d'un soldat de Danko, ce qui permet d'agir sans être inquiété outre mesure, bien que Bennet comprend la supercherie et lui tire dessus pour le démasquer, en vain. Sylar met plus de temps que d'habitude pour se régénérer. Et ce n'est pas le seul désagrément engendré par son pouvoir de caméléon : il se réveille avec une autre apparence, a une nouvelle dent qui pousse, et a eu un œil d'une couleur différente pendant une heure. Avec l'aide gouvernementale, il récupère les affaires de sa mère qu'il avait tué dans la saison 1. Il se découvre alors une nouvelle ambition : devenir le Président des États-Unis, comme sa mère le souhaitait, en utilisant l'apparence de Nathan Petrelli. Il s'éloigne alors de Danko, en sauvant Micah/Rebel et voulant tuer Nathan Petrelli. Mais Danko parvient à éviter le crime et plante un couteau dans la nuque de Sylar, qui se relève pourtant, étant parvenu à modifier son cerveau pour déplacer cette région à atteindre pour le tuer. Sylar est inarrêtable.
Se sachant immortel et sur le point de réussir, Sylar va jusqu'à tenter de séduire Claire Bennet, car ils sont tous deux immortels grâce au pouvoir de régénération cellulaire de cette dernière. Les frères Petrelli arrivent peu après, et après le combat, Sylar égorge Nathan et part rejoindre le Président. Mais Peter Petrelli a pris le pouvoir de caméléon de Sylar durant le combat, et parvient à lui injecter un puissant anésthésiant. Alors que Sylar est inconscient, Matt Parkman, sur ordre de Noé Bennet et Angela Petrelli, lui fait subir un lavage de cerveau et le convainc de devenir Nathan Petrelli. Une fois le corps de James Martin brûlé sous l'apparence de Sylar, le tueur est mort aux yeux de tous les Heroes.
Mais le stratagème connaît ses premières failles six semaines plus tard, quand Angela voit « Nathan » remarquer qu’une pendule de son bureau avance de quelques secondes.

### Volume 5: Rédemption
Angela, dans un rêve, voit la résurgence de Sylar dans celui qu'elle considère comme son fils. Une partie de l'esprit de Sylar est également dans l'esprit de Matt Parkman, qui le hante dans des visions où il cherche à lui faire rendre son corps, par la menace puis par la manipulation mentale, retournant le propre pouvoir de Parkman contre lui.
Quand Nathan est tué puis enterré, Sylar ressort de terre quelques minutes plus tard, amnésique et en état de choc. Il marche dans la forêt où une voiture de police le trouve, l'arrête puis l’emmène dans un commissariat. Pendant qu'une psychologue tente de faire revenir ses souvenirs, les policiers vont découvrir qu'il est Gabriel Gray. Sylar va utiliser par accident la télékinésie, ce qui lui permet de s'évader pour rejoindre la psychologue qui lui avait promis de l'aider. Ils se font rattraper, mais, couvert par la psychologue, Sylar parvient à fuir et tombe sur Samuel et le cirque des frères Sullivan, qui l'invite. Samuel, comprenant que l'esprit de Sylar est brouillé par les souvenirs de Nathan, l'aide à retrouver sa mémoire. Il va voir un homme du cirque qui l'emmène dans une salle de miroirs, où il va utiliser son pouvoir. Tous les souvenirs de Sylar vont alors réapparaître, notamment les nombreux meurtres commis. Quand Samuel lui révèle peu après que le policier est dans le cirque, Sylar va à sa rencontre, le menace, mais ne le tue pas (Edgar se charge de le faire). Dans la soirée, Samuel annonce officiellement que Sylar est accueilli parmi eux.
Tandis que l'esprit de Sylar parvient à prendre le contrôle du corps de Matt, mais pas celui de son pouvoir, son corps est encore en lutte contre les souvenirs de Nathan. Le hasard fait que l'esprit et le corps de Sylar parviennent à se retrouver et se rejoindre, sans pour autant chasser l'esprit de Nathan, qui se bat pour que Sylar ne tue plus. Finalement, Nathan abandonne le combat intérieur, et Sylar revient pour de bon.
Lorsque Sylar est de retour au carnaval pour faire face à Samuel, il constate qu'il ne peut pas le tuer. Au lieu de cela, il fait un deal. Après avoir absorbé la puissance de Lydia, il demande à Samuel de lui donner un tatouage, et qu'il allait faire ce qu'il lui dit. Quand il voit le tatouage, il décide qu'il n'appartient pas à la fête foraine et va voir Claire Bennet, son tatouage la désignant. Il choisit de kidnapper Gretchen pour qu'elle lui dise ce qu'il lui faut dans la vie, parce que Claire est très similaire à Sylar à ses yeux. Elle finit par lui dire qu'il est inquiet, qu'il sera seul toute sa vie et a peur de cela. Elle lui dit aussi que ses pouvoirs l'empêchent de se connecter aux autres. Alors il va demander à Matt Parkman d'enlever tous ses pouvoirs. La tentative de Matt échoue et Sylar menace la famille de Matt pour le forcer. Au lieu de cela, Matt piège Sylar au sein de son propre esprit et l'oblige à vivre son pire cauchemar pour l'éternité, où il est complètement seul à New York. Matt essaie alors de sceller Sylar dans les murs de son sous-sol. Cependant, Peter Petrelli arrive après avoir eu une vision ou il voit Sylar sauver Emma à la fête foraine. Utilisant le pouvoir de Matt, Peter tente de faire émerger Sylar de son cauchemar, mais se retrouve piégé avec lui. Il faudra l'équivalent de cinq ans de cohabitation dans l'esprit du tueur (une demi journée dans le monde réel), pour que les deux hommes acceptent de s'entraider et parviennent à se libérer. Après avoir vaincu facilement Eli, Sylar va avec Peter à Central Park pour sauver Emma et se retrouve confronté à Doyle (qui utilisait son pouvoir de marionnettiste sur elle afin d'attirer les gens à la fête foraine), il l'affronte mais ne le tue pas et parvient à sauver Emma. Il se considère à présent comme un héros et trouve un nouveau sens à sa vie. Il assiste ensuite avec Peter à la révélation de Claire.

### Futurs alternatifs
Dans l'épisode 1x20 "Five years gone", on découvre qu'aux yeux du monde il est responsable de l'explosion qui a eu lieu à New York. Peu après l'élection de Nathan Petrelli pour le poste de président, il tue ce dernier puis se fait passer pour lui en servant du pouvoir de création d'illusion (pris à Candice). Lorsque Mohinder Suresh lui annonce qu'il n'y a aucun remède possible pour les pouvoirs, il décide de faire fabriquer un faux vaccin afin de tuer les spéciaux. Lorsque Matt Parkman lui amène Claire Bennet, il révèle à cette dernière qu'il a tué Candice afin de lui montrer qu'il n'est pas Nathan, avant de se procurer le pouvoir de celle-ci. Alors que Matt et la sécurité intérieure affrontent Peter Petrelli et Hiro Nakamura, Sylar sous l'apparence de Nathan, reçoit un appel de Matt puis décide d'aider ce dernier. En arrivant sur place, il utilise le pouvoir de l'intangibilité pour arracher Peter à travers la porte puis le projette à une dizaine de mètres, ce dernier qui à découvert qu'il ne s'agissait pas de Nathan lui demande qui il est réellement. Il révèle qui il est à Peter, puis l'affronte.
Dans l'épisode 3x04 "I am become death", Il vit dans la maison des Bennet avec son fils, Noah. Il reçoit ensuite la visite de Peter Petrelli venu du passé qui obtient le pouvoir de l'ancien tueur. Peu après, Claire Bennet, Daphnée Milbrook et Knox, travaillant pour la compagnie "Pinehearst", affrontent les deux hommes. Après que Knox a tué Noah, Sylar ne contrôle plus ses pouvoirs, devient radioactif et fait exploser Costa Verde, survivant probablement grâce au pouvoir de régénération.

## Pouvoirs

### Pouvoir propre
Le pouvoir propre de Sylar est la compréhension immédiate du fonctionnement d'un mécanisme. Cette aptitude lui permet, en étudiant le cerveau d'une autre personne ayant un pouvoir, de reproduire son pouvoir. Elle s'accompagne d'une « faim », une pulsion le poussant à rechercher les personnes à pouvoirs pour le leur prendre (les tuant généralement au passage, puisqu'il faut leur ouvrir le crâne pour pouvoir extraire le pouvoir étant dans le cerveau). Le premier pouvoir qu'il acquiert ainsi est la télékinésie, qui par la suite sera son pouvoir favori pour le combat. Avant qu'il n'explique le fonctionnement de son pouvoir à Claire, cette dernière pensait qu'il "mangeait" le cerveau de ses victimes pour acquérir leur pouvoir, ce a quoi il rétorque que cette idée lui paraît dégoûtante.
De tous les pouvoirs de Heroes, celui de Sylar est le seul connu à nécessiter une démarche volontaire d'activation. En cherchant à comprendre chaque aspect du fonctionnement d'une montre mécanique, le possesseur du pouvoir se met réellement à bénéficier du pouvoir d'analyse, mais aussi de la « faim ». À noter que dans les deux premières saisons, Peter possède le pouvoir de Sylar, mais non activé. Peter active le pouvoir dans la saison 3, mais rapidement il lui est volé par Arthur, qui lui ne l'active jamais.
Dans la saison 3, Gabriel apprend progressivement à réprimer sa « faim ». Arthur l'aide à apprendre une autre manière d'utiliser son pouvoir. Simplement par empathie envers le possesseur d'un pouvoir, il peut lui-même apprendre à l'utiliser. Mais il revient rapidement à son ancienne méthode.
Sylar a le pouvoir de mimétisme empathique comme l'ancien de Peter. Il peut donc absorber les pouvoirs d'autres personnes spéciales. Le problème est pour qu'il maîtrise un pouvoir parfaitement, il doit aller voir le cerveau, pour voir comment le mécanisme fonctionne sur celui-ci. Il ne ressent aucune émotion, et tue pour collecter les pouvoirs, mais surtout pour les maîtriser, parfois mieux que le possesseur initial : dans l'épisode Turn And Face The Strange, Sylar montre la capacité de contrôler sa régénération cellulaire, extension du pouvoir de Claire Bennet.

#### Télékinésie
De tous les pouvoirs que Sylar a acquis, le plus utilisé est bien évidemment la télékinésie, qui est le premier pouvoir qu'il a pris. Contrairement aux capacités limitées  que Brian Davis a montré, les compétences de Sylar sont beaucoup plus avancés; il présente à la fois un contrôle précis (coupant précisément et ouvrant les crânes de ses victimes) et la force pure (renversant un fourgon de police, arrachant une porte ou projetant des personnes contre un mur a grande vitesse). Il peut améliorer sa propre force et la durabilité a des niveaux surhumains, peut contrôler les capacités motrices d'une personne de la même manière que la maîtrise de la marionnette d'Eric Doyle et même léviter dans les airs; il se sert de cette dernière compétence pour échapper a Audrey et Matt, pour se propulser dans un arbre ou encore pour s'approcher d'une de ses victimes, Dale Smither, sans être entendu. Les tests effectués sur Sylar par Bennet associé Hank ne montrent aucun signe manifeste de pouvoirs autres que télékinésie; tandis que leurs tests montrent qu'il possède d'autres pouvoirs, ils sont incapables d'identifier lesquels.

#### La question de l'invulnérabilité
Sylar possède une certaine résistance aux attaques physiques : dans certains épisodes, il semble être clairement touché par balles. Il tombe, mais il se relève. Ce serait apparemment une autre utilisation de son pouvoir de télékinésie. Lors de sa première confrontation avec Peter Petrelli, il tombe avec lui d'une hauteur importante, mais il est immédiatement sur pied, sûrement sauvé par sa télékinésie lui permettant de léviter, contrairement à Peter, qui est gravement blessé (mais sauvé par le pouvoir de régénération de Claire Bennet). Malgré cela, il peut effectivement être vaincu par le katana de Hiro, dans les trames temporelles où il n'a pas absorbé le pouvoir de Claire Bennet. C'est pourquoi le Hiro du futur a déterminé que le moyen le plus efficace d'empêcher la destruction de New York est d'empêcher le meurtre de Claire, non parce qu'elle a un rôle à jouer mais pour priver Sylar de sa régénération.
Dans le futur qu'explorent Hiro et Ando, Sylar tue Claire Bennet à l'époque où ils arrivent (donc 5 ans après l'histoire principale) ; dans le futur dont venait le Hiro prononçant la phrase « Sauve la cheerleader, sauve le monde », Sylar a tué Claire avant l'explosion. En fait, l'intervention du Hiro venu de cette époque avait bien sauvé Claire de Sylar, mais personne n'avait profité de l'absence du pouvoir de Claire chez Sylar pour le neutraliser. Le Hiro du futur charge donc son alter-ego du passé de retourner au jour de l'explosion et là, de tuer Sylar avec son katana.
Son invulnérabilité est particulièrement mise en avant durant la saison 3, où dès le départ, il récupère le pouvoir de régénération cellulaire de Claire Bennet, puis, plus tard, un pouvoir d'empathie similaire à celui de Peter Petrelli. Grâce à son pouvoir propre de compréhension, il parvient à exploiter toutes les capacités de ses pouvoirs et à contourner leurs défauts. Ceci est clairement mis en avant avec la tentative de Danko de tuer Sylar dans l'épisode I am Sylar, où l'intéressé a utilisé son pouvoir de polymorphe pour modifier son cerveau et déplacer la zone nerveuse qui lui aurait été fatale si elle était atteinte.

### Pouvoirs acquis

#### Saison 1
- Compréhension de toute chose (mécanisme, pouvoir des "spéciaux", etc.) (propre pouvoir)
- Télékinésie (de Brian Davis)
- Explosion d'objet à distance (de Trevor Zeitlan)
- Cryokinésie (de James Walker)
- Liquéfaction moléculaire (de Zane Taylor)
- Ouïe surdéveloppée (de Dale Smither)
- Hypermnésie (de Charlie Andrews)
- Précognition (d'Isaac Mendez)
- Émission d'onde radioactive et électromagnétique (de Ted Sprague)

Lorsqu'Hiro Nakamura va dans le futur (futur explosion de New York) 5 ans plus tard, Sylar se fait passer pour Nathan Petrelli en tant que Président des États-Unis et se bat contre Peter Petrelli en utilisant ses pouvoirs. L'issue du combat dans cette trame temporelle est inconnue. Dans ce futur possible, il a donc acquis en plus :
- Vol (de Nathan Petrelli)
- Illusion/Métamorphisme (de Candice Wilmer)
- Intangibilité (de D.L. Hawkins)
- Facteur autoguérisseur (de Claire Bennet)

#### Saison 2
Il a au départ perdu tous ses pouvoirs. Il finit par découvrir qu'il est atteint du virus de Shanti, et force Mohinder à le guérir. Dans le onzième épisode, l'épilogue montre que Sylar a retrouvé son pouvoir de télékinésie. Dans une interview, les auteurs précisent qu'à part celui-là et son pouvoir propre, il a définitivement perdu ses pouvoirs.

#### Saison 3
Après avoir pris le pouvoir de Claire (contrairement à ce qui s'est passé dans les futurs alternatifs, elle y survit), il s'attaque à la Compagnie pour gagner d'autres pouvoirs. Peu de temps après, Angela Petrelli vient le libérer, lui annonce qu'elle est sa mère, et décide de l'associer à Noé Bennet pour capturer les évadés du niveau 5.
Il obtient rapidement plusieurs autres pouvoirs :
- Compréhension de toute chose : mécanisme, pouvoirs des spéciaux... (propre pouvoir)
- Télékinésie (de Brian Davis)
- Régénération cellulaire rapide (de Claire Bennet)
- Alchimie (de Bob Bishop)
- Psychométrie (de Bridget Bailey)
- Modulation des ondes sonores (de Jesse Murphy)
- Électrokinésie (d'Ella Bishop)
- Détection de mensonge (de Sue Landers)
- Décomposition moléculaire (de Tom Miller)

Puis il apprend à utiliser son pouvoir comme celui de Peter, ce qui lui permet d'obtenir les pouvoirs suivants:
- Contrôle du corps d'autrui par les mains ou marionettisme (d'Eric Doyle)
- Polymorphisme (de James Martin)
- Vol (de Nathan Petrelli)
- Voyance des désirs d'autrui (de Lydia)

Il est supposé qu'il dispose d'autres pouvoirs, car il a manifesté par moments d'autres aptitudes :
- Il peut surgir dans un lieu très éloigné de celui dans lequel il était l'instant d'avant (passer d'une voiture au toit d'un immeuble en quelques secondes ou surgir derrière quelqu'un très rapidement, a plusieurs reprises). Il s'agit peut-être d'un don d'ubiquité, d'invisibilité, de vitesse surhumaine ou encore de projection mentale.
- Avant même d'obtenir le pouvoir de Claire, Sylar présentait des pouvoirs de régénération cellulaire impressionnants, en particulier lors de sa première confrontation avec Peter.
- Il dispose du pouvoir de James Walker (Cryokinésie).

Après que Peter s'est fait voler ses pouvoirs par son père, Sylar est progressivement devenu le personnage le plus puissant.